# Oxigen-16
L'oxigen-16 (¹⁶O) és un isòtop estable d'oxigen, que té 8 neutrons i 8 protons en el seu nucli. Té una massa de 15,99491461956 u. L'oxigen-16 és l'isòtop més abundant d'oxigen, i representa el 99.762% de l'abundància natural de l'oxigen. L'abundància relativa i absoluta de ¹⁶O és alt perquè és un producte principal d'evolució estel·lar i perquè és un isòtop primordial, el que significa que es pot fer per les estrelles que inicialment es van fer exclusivament d'hidrogen. La majoria de ¹⁶O se sintetitza al final del procés de fusió de l'heli en estrelles; el procés triple-alfa crea C12, el qual captura un addicional He4 per fer ¹⁶O. El procés de combustió del neó crea ¹⁶O addicional.
{\displaystyle \mathrm {^{12}_{6}C\ +\ _{2}^{4}He\ \longrightarrow \ _{8}^{16}O} }
Durant aquesta reacció 4,3 x 10¹⁰ kJ /kg d'energia s'allibera. L'isòtop ¹⁶O es produeix durant la desintegració radioactiva de nitrogen-16, nitrogen-17 i el neó-17.

## Ús
Una tècnica molt útil per al seguiment de la temperatura passat implica isòtops d'oxigen de mesurament, és a dir, la proporció de 18
O i 16
O. L'oxigen-16 és l'isòtop dominant, pel que és més de 99 per cent de tot l'oxigen naturals; l'oxigen-18 es converteix en 0,2 per cent.